# اچ‌ام‌سی‌اس سگنی (دی۷۹)
اچ‌ام‌سی‌اس سگنی (دی۷۹) (به انگلیسی: HMCS Saguenay (D79)) یک کشتی است که طول آن ۳۲۱ فوت ۳ اینچ (۹۷٫۹۲ متر) می‌باشد. این کشتی در سال ۱۹۳۰ ساخته شد.